# Gastrafeta
A gastrafeta era uma besta de assédio, usada pelos gregos antigos, desde o século III a.C.

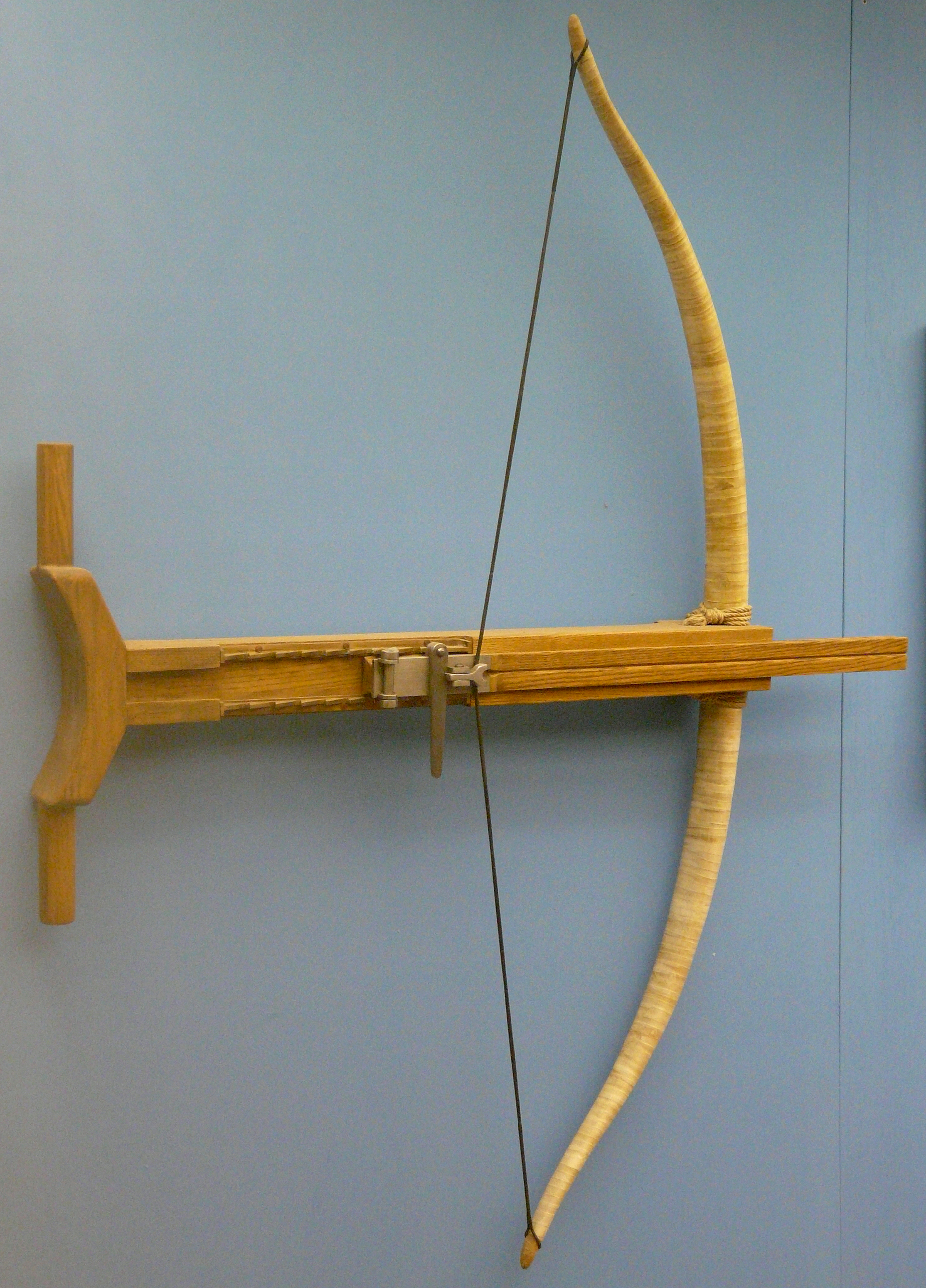
Reprodução moderna de uma gastrafetas

O vocábulo «gastrafetas» (γαστραφέτης) significa literalmente  «a que lança da barriga».
A gastrafeta consistia num arco compósito de grandes dimensões, montado sobre uma haste. Na extremidade da haste havia um apoio côncavo no qual o guerreiro apoiava a barriga, para armar a gastrafeta. Ao contrário da besta romana e medieval, a gastrafeta armava-se fazendo deslizar a noz ao longo de duas cremalheiras, em vez de puxar pela corda do arco.
De acordo com as conjecturas de Campbell, as dimensões e o próprio peso da gastrafeta provavelmente obrigariam a usar alguma espécie de apoio ou tripé, para estribar a arma, antes de a poder disparar
Por seu turno, E. W. Marsden na sua obra «Greek and Roman Artillery: Historical Development», corroborou esta ideia de que a gastrafeta careceria de alguma espécie de base, em que se pudesse montar, para poder ser disparada.

## Tipologia de besta
A gastrafera grega, por exemplo, era uma besta de flechas, o que bem se vê, dadas as suas grandes dimensões.
As bestas de flechas eram maiores do que as bestas de virotes, dada exactamente a respectiva dimensão dos projécteis que disparavam. As flechas, enquanto projécteis das bestas podiam medir entre 60 a 90 centímetros e pesariam em torno dos 20 a 30 gramas, sendo, em geral, um pouco mais finas e leves do que as usadas nos arcos, para minimizar o risco de encravar na calha da haste da besta.
O calcanhar de Aquiles deste tipo de bestas é que são pouco precisas. Isto porque as flechas tendem a entortar e torcer-se, quando projectadas por um impulso posterior, que as atinja com grande velocidade. Pelo que, amiúde, era difícil ao besteiro fazer as devidas compensações para obviar estes problemas aerodinâmicos, resultantes do cariz mecânico da arma.
São mais úteis em tiro que não seja à queima-roupa, ou seja, à distância, sendo certo que acarretam a desvantagem de uma cadência de tiro inferior à dum arco.

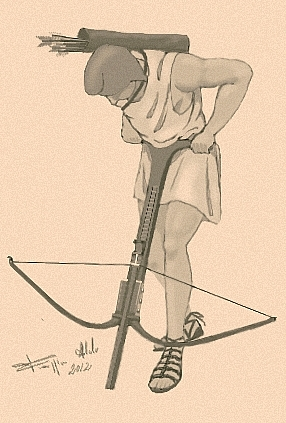
Exemplo de uma besta de flechas, uma gastrafeta, a ser armada.

A primeira descrição conhecida é-nos dada, no século I d.C por Héron de Alexandria, na sua obra Belopoeica, na qual cita os trabalhos do seu antecessor, o engenheiro grego Ctesibius (fl. 285–222 a.C). Heron descreve a gastrafeta como a precursora da catapulta, o que situa temporalmente esta invenção por torno de 420 a.C.
Bítone de Pérgamo, engenheiro grego, que viveu no século II a.C, relatou em 155 ou 156 a.C., no seu tratado de poliorcética intitulado Κατασκευαὶ πολεμικῶν ὀργάνων καὶ καταπελτικῶν, "Kataskeuai polemikōn Organon kai katapeltikōn" (lit. «Sobre a construção de armas de guerra e catapultas»), discorreu a respeito de duas gastrafetas, que seriam da autoria de Zópiro de Tarento, filósofo pitagórico e engenheiro grego
Uma delas sita em Mileto e outra em Cumas. As referidas bestas de assédio teriam sido construidas para responder, como nome indica, a cercos (assédios), que obsidiaram as respectivas cidades em 421 e 401 a.C.
Desta feita, daqui extrai-se um importante dado cronológico, que nos permite concluir que o arquétipo de gastrafeta já deveria ser conhecido à data do fabrico destas duas armas de cerco.

## Engenhos quejandos coevos
Os gregos também tiveram bestas portáteis as chamadas quiroballistas (lit. balista de mão), mencionadas por autores romanos, que lhes chamavam arcuballistas (lit. balista de arco; «arcobalista») e manuballistas (lit. balista de mão; «manubalista»), desde do século II d.C.
Também houve uma versão de maiores dimensões das gastrafetas, chamada oxibeles, que foi, ulteriormente, suplantada pelas ballistae, pelos escorpiões e pelas catapultas de torção, como o eutitono e o palintono